# Liverpool Football Club 1973-1974
Questa voce raccoglie le informazioni riguardanti il Liverpool Football Club nelle competizioni ufficiali della stagione 1973-1974

## Stagione
L'inizio di stagione fu caratterizzato da un avvicendamento ai vertici della società, con Eric Roberts che cedette la carica di presidente all'amministratore di Anfield John Smith.
A causa di un inizio deludente, il Liverpool non andò oltre gli ottavi di finale di Coppa dei Campioni e non fu in grado di difendere il titolo, entrando tardivamente in corsa e uscendo fuori dai giochi con un turno di anticipo. I Reds riuscirono comunque ad aggiungere un trofeo nella loro bacheca, vincendo la FA Cup grazie ad una netta vittoria nella finale contro il Newcastle Utd, raggiunta al termine di un cammino caratterizzato da numerosi pareggi con squadre di divisioni inferiori, seguiti da vittorie nei replay.

## Maglie e sponsor
Lo sponsor tecnico per la stagione 1973-1974 è Umbro.
| Manica sinistra · Manica sinistra · Maglietta · Maglietta · Manica destra · Manica destra · Pantaloncini · Calzettoni | Manica sinistra · Manica sinistra · Maglietta · Maglietta · Manica destra · Manica destra · Pantaloncini · Calzettoni |  |

## Rosa
| N. |                        | Ruolo | Calciatore     |
| -- | ---------------------- | ----- | -------------- |
|    | Inghilterra (bandiera) | P     | Ray Clemence   |
|    | Inghilterra (bandiera) | P     | Frank Lane     |
|    | Inghilterra (bandiera) | D     | Roy Evans      |
|    | Inghilterra (bandiera) | D     | Emlyn Hughes   |
|    | Inghilterra (bandiera) | D     | Chris Lawler   |
|    | Inghilterra (bandiera) | D     | Alec Lindsay   |
|    | Inghilterra (bandiera) | D     | Larry Lloyd    |
|    | Inghilterra (bandiera) | D     | Dave Rylands   |
|    | Inghilterra (bandiera) | D     | Tommy Smith    |
|    | Inghilterra (bandiera) | D     | Trevor Storton |
|    | Inghilterra (bandiera) | D     | Phil Thompson  |
|    | Inghilterra (bandiera) | C     | Ian Callaghan  |
|    | Scozia (bandiera)      | C     | Peter Cormack  |
|    | Scozia (bandiera)      | C     | Brian Hall     |

| N. |                        | Ruolo | Calciatore       |
| -- | ---------------------- | ----- | ---------------- |
|    | Irlanda (bandiera)     | C     | Steve Heighway   |
|    | Inghilterra (bandiera) | C     | John McLaughlin  |
|    | Inghilterra (bandiera) | C     | Peter Spiring    |
|    | Inghilterra (bandiera) | C     | Max Thompson     |
|    | Inghilterra (bandiera) | C     | Peter Thompson   |
|    | Inghilterra (bandiera) | A     | Phil Boersma     |
|    | Inghilterra (bandiera) | A     | Derek Brownbill  |
|    | Inghilterra (bandiera) | A     | David Fairclough |
|    | Inghilterra (bandiera) | A     | Kevin Keegan     |
|    | Inghilterra (bandiera) | A     | Kevin Kewley     |
|    | Galles (bandiera)      | A     | John Toshack     |
|    | Inghilterra (bandiera) | A     | Alan Waddle      |
|    | Inghilterra (bandiera) | A     | Jack Whitham     |

## Risultati

### FA Cup
| Arbitro: | Kew (Stourbridge) |

|                             |           |  |
| Keegan 57’ 88’ Heighway 74’ | Marcatori |  |

### Coppa dei Campioni
| Arbitro: | Bancourt |

|             |           |          |
| Dussier 88’ | Marcatori | 43’ Hall |

| Arbitro: | Arnsched |

|                             |           |  |
| Mond 47’ (aut.) Toshack 57’ | Marcatori |  |

| Arbitro: | Delcourt |

|                            |           |            |
| Janković 40’ Bogičević 47’ | Marcatori | 71’ Lawler |

| Arbitro: | Glöckner |

|            |           |                            |
| Lawler 83’ | Marcatori | 61’ Lazarević 90’ Janković |